# Paul Manske
Paul-Vincent Manske (* 13. August 2001 in Berlin) ist ein deutscher Fußballspieler.

## Karriere
Nach seinen Anfängen in der Jugend von Hertha BSC wechselte er im Sommer 2017 in die Jugendabteilung von Hertha 03 Zehlendorf. Dort hatte er im Herbst 2019 auch seinen ersten Einsatz im Seniorenbereich in der Oberliga Nordost. Im Sommer 2020 wechselte er in die Regionalliga Nordost zur VSG Altglienicke. Mit seinem Verein gewann er im Sommer 2020 den Berliner Landespokal.
Im Sommer 2022 wechselte er gemeinsam mit seinem Bruder zum Drittligisten SV Meppen und kam dort auch zu seinem ersten Einsatz im Profibereich, als er am 22. Oktober 2022, dem 13. Spieltag, bei der 0:2-Heimniederlage gegen Borussia Dortmund II in der 82. Spielminute für Christoph Hemlein eingewechselt wurde. 
Nach nur einer Saison und zwei Einsätzen in der 3. Liga wechselte er gemeinsam mit seinem Bruder wieder zurück in die Regionalliga Nordost und zurück zur VSG Altglienicke.

## Privates
Sein älterer Bruder Johannes ist ebenfalls Fußballprofi und steht mit ihm gemeinsam bei der VSG Altglienicke unter Vertrag. Zusammen mit seinem Bruder betreibt er zwei Start-up-Unternehmen.

## Erfolge
VSG Altglienicke
- Berliner Landespokal-Sieger: 2019/20